# Artist Paintpot

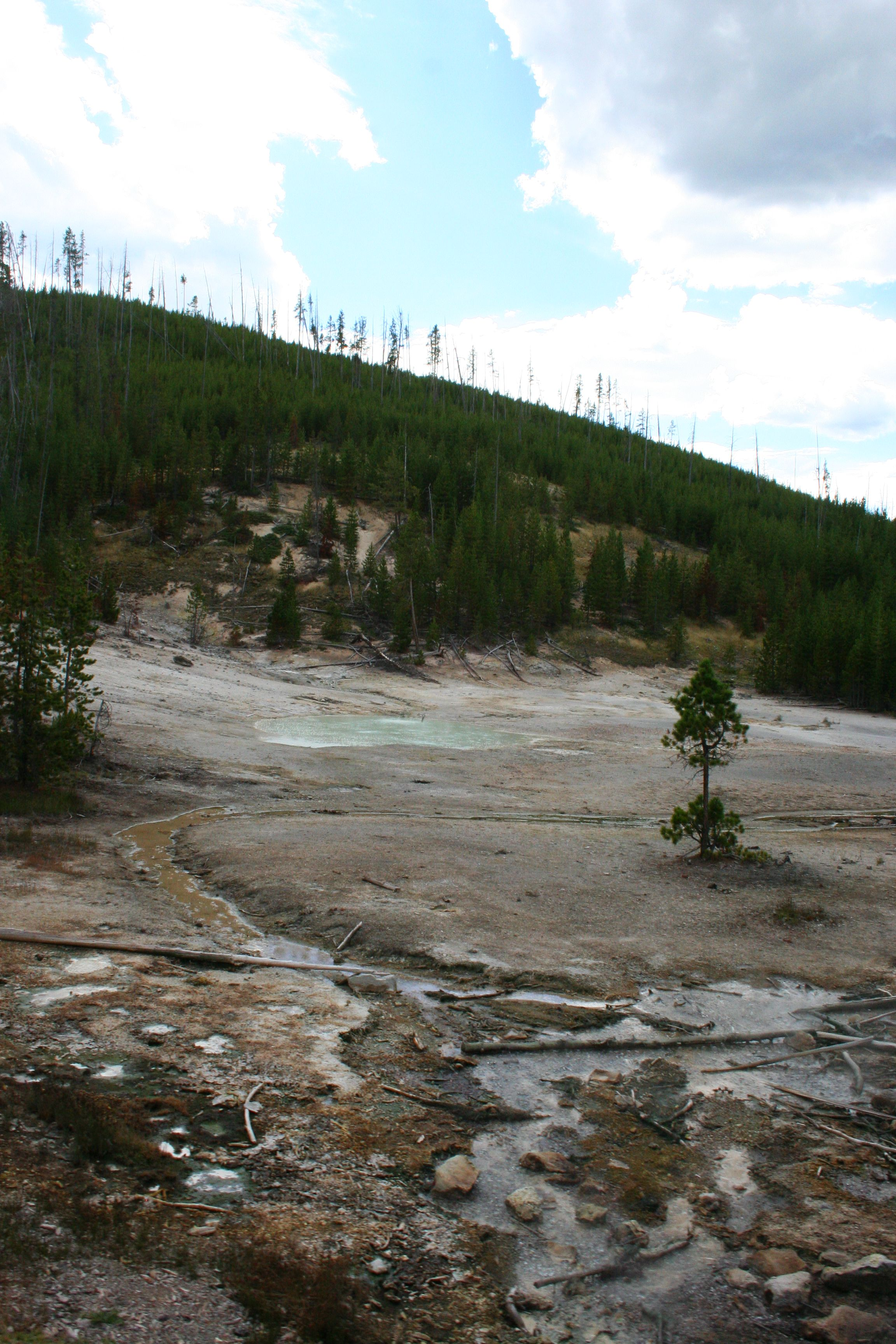
Artist Paintpot w Parku Narodowym Yellowstone

Artist Paintpot – teren położony na południe od Norris Geyser Basin w Parku Narodowym Yellowstone w Stanach Zjednoczonych. Na obszarze w większości niezalesionym znajduje się kilka rozproszonych termalnych pól, podgrzewanych przez aktywną magmę znajdującą się w komorze pod całym obszarem parku. 
Artist Paintpot jest uznawany za jedno najbardziej efektownych i różnorodnych miejsc tego typu. Nazwę można przetłumaczyć jako "Garnki z farbą" używane przez artystów. W jego skład wchodzi około 50 źródeł tworzących różne formy gejzerów, kominy oraz błotne kałuże, którym obszar zawdzięcza nazwę. Błoto ma najczęściej kolor niebieskawy lub szarawy, często przebarwia się także na żółtawy lub brązowy w zależności od mikroorganizmów żyjących w wodzie. Kałuże różnią się także konsystencją. Konsystencja uzależniona jest od ilości wody, która spłynie do zbiorników wodnych pod powierzchnię ziemi po deszczu lub roztopach śnieżnych. Cały obszar udostępniony jest turystom jako ścieżki prowadzące drewnianymi chodnikami. Trasa ma ok. 1 km i jest łatwa.